# Kömpöc
Kömpöc é um município da Hungria, situado no condado de Bács-Kiskun. Tem 29,98 km² de área e sua população em 2015 foi estimada em 657 habitantes.